# Byggaranti
Byggaranti er en organisation, der fungerer som et sikkerhedsnet for private forbrugere i forbindelse med håndværksarbejde, der er aftalt med en byggevirksomhed i Dansk Byggeri.  Som virksomhed er man automatisk medlem af Byggaranti, hvis man er medlem af Dansk Byggeri .

## Private
For private fungerer Byggaranti både som en organisation, hvor forbrugere kan søge rådgivning før, under og efter et byggearbejde samt som et økonomisk sikkerhedsnet for kunder der har haft et tab som følge af fejl og mangler ved et håndværksarbejde, hvis et medlem af Dansk Byggeri har tabt en sag ved Byggeriets Ankenævn, men ikke kan efterleve afgørelsen. 
Der har været en del sager i Danmark hvor virksomheder har benyttet sig uretmæssigt har markedsført sig medlemmer af Byggaranti. Private forbrugere kan benytte sig af Byggarantis hjemmeside til at finde en håndværker, der er dækket af Byggarantis vedtægter. 

## Virksomheder
Virksomheder, der er medlem af Dansk Byggeri, er automatisk medlem af Byggaranti.  

## Hvad dækker Byggaranti
- Én- eller to-familieboliger
- Ejerlejlighed eller andelsbolig
- Sommerhus
- Privatbolig i forbindelse med blandet bolig- og erhvervsejendomme, herunder stuehuse til landbrug
- Lejeboliger, hvis arbejdet bestilles og betales af lejeren selv

Efter arbejdet er færdigt, dækker garantien i op til tre år for synlige fejl og op til ti år for skjulte fejl og mangler. Dog under forudsætning af, at virksomheden er medlem af Dansk Byggeri, når aftalen indgås. 